# UFC 312
UFC 312: du Plessis vs. Strickland 2 è stato un evento di arti marziali miste tenuto dalla Ultimate Fighting Championship il 9 febbraio 2025 alla Qudos Bank Arena di Sydney, in Australia.

## Risultati
|                                        | Divisione             |                       |                 |                      | Metodo                                       | Round           | Tempo           | Premio          |
| Card Principale                        | Card Principale       | Card Principale       | Card Principale | Card Principale      | Card Principale                              | Card Principale | Card Principale | Card Principale |
| -------------------------------------- | --------------------- | --------------------- | --------------- | -------------------- | -------------------------------------------- | --------------- | --------------- | --------------- |
| Sfida valida per il titolo di campione | Pesi medi             | Dricus Du Plessis (c) | batte           | Sean Strickland      | Decisione unanime (50–45, 50–45, 49–46)      | 5               | 5:00            |                 |
| Sfida valida per il titolo di campione | Pesi paglia femminili | Zhang Weili (c)       | batte           | Tatiana Suarez       | Decisione unanime (49–46, 49–46, 49–45)      | 5               | 5:00            |                 |
|                                        | Pesi massimi          | Tallison Teixeira     | batte           | Justin Tafa          | KO tecnico (ginocchiata al corpo e gomitate) | 1               | 0:35            | POTN            |
|                                        | Pesi mediomassimi     | Jimmy Crute           | vs.             | Rodolfo Bellato      | Pareggio maggioritario (29–27, 28–28, 28–28) | 3               | 5:00            |                 |
|                                        | Pesi welter           | Jake Matthews         | vs.             | Francisco Prado      | Decisione unanime (30–27, 30–27, 30–27)      | 3               | 5:00            |                 |
| Card Preliminare                       |                       |                       |                 |                      |                                              |                 |                 |                 |
|                                        | Pesi piuma            | Gabriel Santos        | batte           | Jack Jenkins         | Sottomissione (rear-naked choke)             | 1               | 0:35            |                 |
|                                        | Pesi leggeri          | Tom Nolan             | vs.             | Viacheslav Borshchev | Decisione unanime (29–28, 29–28, 30–27)      | 3               | 5:00            |                 |
|                                        | Pesi mosca femminili  | Wang Cong             | vs.             | Bruna Brasil         | Decisione unanime (30–27, 30–27, 30–27)      | 3               | 5:00            |                 |
|                                        | Pesi gallo            | Aleksandre Topuria    | vs.             | Colby Thicknesse     | Decisione unanime (30–27, 30–27, 30–27)      | 3               | 5:00            |                 |
|                                        | Pesi leggeri          | Rong Zhu              | vs.             | Kody Steele          | Decisione unanime (30–27, 30–27, 30–27)      | 3               | 5:00            | FOTN            |
|                                        | Pesi welter           | Jonathan Micallef     | vs.             | Kevin Jousset        | Decisione unanime (29–28, 29–28, 29–28)      | 3               | 5:00            |                 |
|                                        | Pesi leggeri          | Quillan Salkilld      | vs.             | Anshul Jubli         | KO tecnico (pugno)                           | 1               | 0:19            | POTN            |

## Premi
I lottatori premiati ricevettero un bonus di 50.000 dollari.
Legenda:
- FOTN: Fight of the Night (vengono premiati entrambi gli atleti per il miglior incontro dell'evento)
- POTN: Performance of the Night (viene premiato il vincitore per la migliore performance dell'evento)